# Annuïteit
Een annuïteit is een vast bedrag dat periodiek gedurende een bepaalde periode wordt betaald. Annuïteit betekent letterlijk vertaald een jaarlijks te betalen bedrag, maar wordt in Nederland algemeen gebruikt voor een periodiek te betalen bedrag, ook bij een andere periode dan een jaar, vaak een maand. De naam is van het Latijnse woord annus voor jaar afgeleid. De periode moet er dus wel bij worden vermeld, ook als de periode een jaar betreft. Een 'maandelijkse annuïteit' wordt vooral in Vlaanderen mensualiteit genoemd. Het kan ook dat de annuïteit per kwartaal of semester moet worden betaald.
Annuïteiten wordt voornamelijk gebruikt bij periodieke betalingen als tegenprestatie na een eenmalige betaling in omgekeerde richting, maar omgekeerd is het bijvoorbeeld ook mogelijk periodiek een vast bedrag sparen en zo een kapitaal opbouwen. Het gaat in beide gevallen, dus bij het aflossen van een lening, van een annuïteitenlening, en bij het inleggen bij sparen om iedere keer hetzelfde bedrag.
Het eerstgenoemde komt onder meer voor bij kredieten die via vaste periodieke bedragen worden terugbetaald. De annuïteiten bestaan voor een deel uit aflossing en voor een deel uit rente. Het aflossingsbestanddeel is in het begin laag, maar neemt exponentieel, dus in een meetkundige rij, toe. De schuld die over is dus neemt steeds sneller af, terwijl de annuïteiten per definitie hetzelfde blijven. Het rentebestanddeel is eerst hoog, maar neemt steeds sneller af.
De betaling zal normaal gezien op het einde van elke periode plaatsvinden, men spreekt dan van een betaling postnumerando, anderzijds kan men ook aan het begin van elke periode betalen en dan spreekt men van een betaling prenumerando.

## Rentevoet
De rentevoet en de rente zijn hetzelfde, maar de rentevoet wordt als decimaal getal gegeven en de rente als percentage. Bijvoorbeeld {\displaystyle 0,03=3\%}. Als een jaar {\displaystyle p} perioden omvat, is de rentevoet {\displaystyle i_{0}} voor een jaar gelijk aan
{\displaystyle i_{0}=(1+i)^{p}-1}
Omgekeerd wordt de rentevoet voor een periode berekend uit de jaarlijkse rentevoet met:
{\displaystyle i=(1+i_{0})^{1/p}-1}

## Vermogensverloop bij een lening
Van belang zijn de volgende grootheden:
- {\displaystyle T}: het geleende bedrag, het bedrag van de aanvankelijke schuld
- {\displaystyle n}: het aantal perioden
- {\displaystyle J}: de annuïteit
- {\displaystyle i}: de rentevoet, als fractie, dus het percentage gedeeld door 100, voor de betrokken periode

De {\displaystyle n} annuïteiten die moeten worden betaald zijn alle {\displaystyle n} even groot en bestaan uit een deel voor de aflossing en een deel voor de rente. De verdeling tussen het deel voor de aflossing en voor de rente is iedere periode anders. Er geldt bij een annuïteitenlening de volgende vergelijking.
{\displaystyle J={\frac {i}{1-(1+i)^{-n}}}\ T}
Voor de {\displaystyle k}-de periode bestaat het periodiek te betalen bedrag {\displaystyle J} uit: 
- de {\displaystyle k}-de aflossing {\displaystyle a_{k}} en
- de dan betaalde rente {\displaystyle r_{k}}.

{\displaystyle T_{k}} is de schuld na betaling in periode {\displaystyle k}. Er gelden de volgende vergelijkingen:
{\displaystyle J=a_{k}+r_{k}}
{\displaystyle r_{k}=iT_{k-1}}
{\displaystyle T_{k-1}-a_{k}=T_{k}}
Daaruit volgt:
{\displaystyle a_{k}=J-r_{k}=J-iT_{k-1}=J-i(T_{k-2}-a_{k-1})=(J-iT_{k-2})+ia_{k-1}=(J-r_{k-1})+ia_{k-1}=(1+i)a_{k-1}}
De aflossingen vormen een meetkundige rij met reden {\displaystyle 1+i}, dus
{\displaystyle a_{k}=(1+i)a_{k-1}=\ldots =(1+i)^{k-1}a_{1}}
Alle aflossingen {\displaystyle a_{k}} samen zijn gelijk aan het geleende bedrag {\displaystyle T}, dus:
{\displaystyle T=a_{1}+a_{2}+\ldots +a_{n}=a_{1}\left(1+(1+i)+(1+i)^{2}+\ldots +(1+i)^{n-1}\right)={\frac {(1+i)^{n}-1}{i}}\ a_{1}}
Voor de eerste periode is:
{\displaystyle a_{1}=J-i\times T}
Dan volgt voor {\displaystyle T} dat
{\displaystyle T={\frac {(1+i)^{n}-1}{i(1+i)^{n}}}\ J}
dus voor {\displaystyle J} dat
{\displaystyle J={\frac {i(1+i)^{n}}{(1+i)^{n}-1}}\ T={\frac {i}{1-(1+i)^{-n}}}\ T}
De schuld {\displaystyle T_{k}} kan nog worden geschreven als:
{\displaystyle T_{k}=T-(a_{1}+a_{2}+\ldots +a_{k})=T-{\frac {(1+i)^{k}-1}{i}}(J-iT)=\left(1-{\frac {(1+i)^{k}-1}{(1+i)^{n}-1}}\right)T}
De looptijd {\displaystyle n} kan nog worden bepaald :
{\displaystyle n=^{1+i}\log(J/(J-iT))}
Men gaat vaak niet van een vaste looptijd uit, maar kiest voor een bepaalde annuïteit {\displaystyle J}. De laatste betaling is dan meestal niet gelijk aan {\displaystyle J}, maar zo, dat de laatste schuld wordt afgelost.

### Voorbeeld

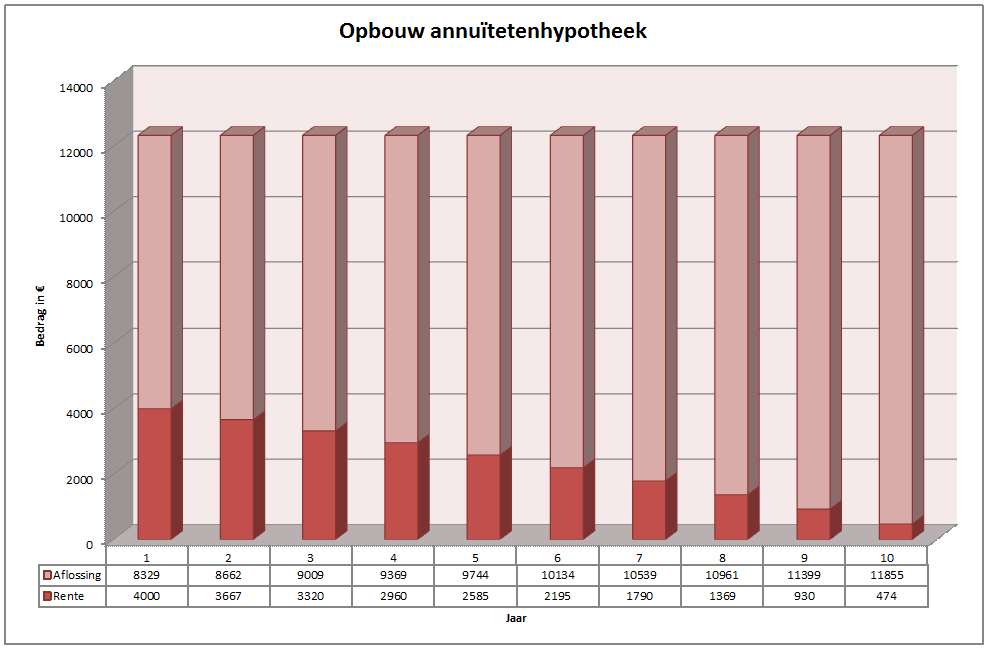
Aflossing van een annuïteitenlening, 10 jaar, €100.000 tegen 4%

Een bedrag van 100.000 euro wordt geleend tegen een jaarrente van 4%. Het bedrag moet in 10 jaar worden terugbetaald. De rentevoet is dus {\displaystyle i=0,04}. De annuïteit is: 
{\displaystyle J={\frac {0{,}04}{1-1{,}04^{-10}}}\times 100000=12329{,}09} €.
De volgende tabel toont, in euro's, de ontwikkeling van de jaarlijks te betalen rente, de jaarlijkse aflossing en de schuld aan het einde van elk jaar.
| jaar | rente | aflossing | restschuld |
| ---- | ----- | --------- | ---------- |
| 0    | -     | -         | 100 000    |
| 1    | 4000  | 8329      | 91671      |
| 2    | 3667  | 8662      | 83009      |
| 3    | 3320  | 9009      | 74000      |
| 4    | 2960  | 9369      | 64631      |
| 5    | 2585  | 9744      | 54887      |
| 6    | 2195  | 10134     | 44753      |
| 7    | 1790  | 10539     | 34214      |
| 8    | 1369  | 10961     | 23254      |
| 9    | 930   | 11399     | 11855      |
| 10   | 474   | 11855     | 0          |
Bijvoorbeeld is:
{\displaystyle a_{3}=9008{,}75}
{\displaystyle T_{2}=83008{,}65}
{\displaystyle r_{3}=3320{,}35=0{,}04\times 83008{,}65=i\ T_{2}}
{\displaystyle a_{3}+r_{3}=9008{,}75+3320{,}35=12329{,}10=J}
De contante waarde van de {\displaystyle k}-de annuïteit is gelijk aan het 11-{\displaystyle k}-de aflossingsbedrag. Die van het 1e is dus € 11.855, die van het 2e € 11.399, enzovoort.

### Notatie in tabellenboeken
De verhouding {\displaystyle J:T=\ {\frac {i}{1-(1+i)^{-n}}}} tussen het geleende bedrag {\displaystyle T} en de daarbij overeengekomen annuïteit {\displaystyle J} komt dus veel voor om een annuïteit te kunnen berekenen. Deze verhouding uitrekenen kan tegenwoordig met een rekenmachine, maar er waren vroeger tabellenboeken met veel van deze waarden {\displaystyle a_{{\overline {n|}}i}} voor verschillende {\displaystyle n} en {\displaystyle i}. Dus:
{\displaystyle a_{{\overline {n|}}i}={\frac {1-(1+i)^{-n}}{i}}}
Dit wordt uitgesproken als {\displaystyle a} hoek {\displaystyle n} bij {\displaystyle i}. Dat kon wanneer de rentevoet {\displaystyle i} vaststond worden afgekort tot {\displaystyle a_{\overline {n|}}} of {\displaystyle a} hoek {\displaystyle n}.
{\displaystyle J=T\ :\ a_{{\overline {n|}}i}} en
{\displaystyle T_{k}={\frac {\ a_{{\overline {n-k|}}i}}{\ a_{{\overline {n|}}i}}}T}

## Vermogensverloop bij sparen
Van belang zijn de volgende grootheden:
- {\displaystyle J}: het periodiek in te leggen bedrag
- {\displaystyle i}: de rentevoet, als fractie, als perunage of het percentage gedeeld door 100, voor de betrokken periode

Aan het eind van de {\displaystyle n}-de periode, dus juist voor de volgende inleg wordt gedaan, wordt rente {\displaystyle r_{n}} ontvangen en is het opgebouwde kapitaal {\displaystyle T_{n}}. Er gelden de volgende betrekkingen:
{\displaystyle r_{n}=i\left(T_{n-1}+J\right)}
{\displaystyle T_{n}=\left(T_{n-1}+J\right)+r_{n}}
Bovendien vindt de inleg steeds aan het begin van een periode plaats, dus
{\displaystyle T_{0}=0}
Daaruit volgt:
{\displaystyle T_{n}=(1+i)\left(T_{n-1}+J\right)=(1+i)\left((1+i)\left(T_{n-2}+J\right)+J\right)=\ldots =}
{\displaystyle =\left((1+i)+(1+i)^{2}+\ldots +(1+i)^{n}\right)J={\frac {(1+i)^{n}-1}{i}}(1+i)J}
Vaak wordt ook het opgebouwde kapitaal {\displaystyle S_{n}}beschouwd direct na de {\displaystyle n}-de keer inleggen. De ontvangen rente {\displaystyle r_{n}} is over het opgebouwde kapitaal {\displaystyle S_{n-1}}. Er gelden de volgende betrekkingen:
{\displaystyle r_{n}=iS_{n-1}}
{\displaystyle S_{n}=S_{n-1}+r_{n}+J}
In dit geval is
{\displaystyle S_{1}=J}
en volgt er
{\displaystyle S_{n}=(1+i)S_{n-1}+J=(1+i){\big (}\left((1+i)S_{n-2}+J\right)+J{\big )}=\ldots =}
{\displaystyle =\left(1+(1+i)+(1+i)^{2}+\ldots +(1+i)^{n-1}\right)J={\frac {(1+i)^{n}-1}{i}}J}

### Postnumerando en prenumerando annuïteit
De bovenstaande formules gelden voor de zogeheten postnumerando  annuïteit, dus bij betaling aan het eind van een periode. De prenumerando annuïteit, dus bij betaling vooraf, kan worden berekend door de postnumerando annuïteit te vermenigvuldigen met {\displaystyle 1-i}.

### Voorbeeld 1
Iemand die drie jaar lang ieder jaar 1000 euro kan betalen bij een rentevoet van 4%, kan 2.775 euro lenen. {\displaystyle J=1000}, {\displaystyle i=0,04} en {\displaystyle n=3}. Het te lenen bedrag {\displaystyle T} volgt uit:
{\displaystyle T={\frac {1-(1+i)^{-n}}{i}}\ J={\frac {1-(1+0{,}04)^{-3}}{0{,}04}}1000=2775} euro.
Dit is hetzelfde bedrag als dat iemand moet inleggen om met een rente van 4% drie jaar lang telkens 1000 euro te kunnen opnemen, maar na die drie jaar 0 euro over te houden. Het antwoord is weer 2775 euro.

### Voorbeeld 2
De verhouding {\displaystyle a_{{\overline {n|}}i}} stijgt in {\displaystyle n} van {\displaystyle {\frac {1}{1+i}}} naar {\displaystyle {\frac {1}{i}}}, daalt in {\displaystyle i} van {\displaystyle n} naar 0 en is:
- Voor kleine {\displaystyle ni}: iets minder dan {\displaystyle n}.
- Voor grote {\displaystyle n} en kleine {\displaystyle i}: iets minder dan {\displaystyle {\frac {1-e^{-ni}}{i}}}.

Bij een zeer hoge rentevoet per periode, bijvoorbeeld wegens zeer hoge inflatie of een zeer lange periode, kan ook voor {\displaystyle n>1} gelden dat {\displaystyle a_{{\overline {n|}}i}<1}, dus {\displaystyle |T|<|J|}. In termen van het periodiek betalen van {\displaystyle J} in plaats van ineens betalen van {\displaystyle T}: de periode uitstel voordat men begint te betalen weegt dan zwaarder dan het feit dat de betaling is gespreid over meerdere termijnen. Bij {\displaystyle n=2} geldt dit ongeveer vanaf {\displaystyle i=0,62}.